# 高森町 (熊本縣)
高森町（日语：／ Takamori machi */?）是位於日本熊本縣阿蘇郡的一個町。轄區被阿蘇外輪山切割為東西二部分，人口主要集中於西側的阿蘇外輪山內部平原地區。
南阿蘇鐵道高森線的終點高森車站位於轄區內。

## 歷史
在江戶時代屬於細川氏之領地，並由南鄉郡代負責管理。

### 年表
- 1889年4月1日：實施町村制，現在的轄區在當時由原本的1町13村整合為高森町、色見村、草矢村、野尻村。
- 1894年1月12日：草矢村改名為草部村。
- 1955年4月1日：高森町、草部村、色見村合併為新設置的高森町。
- 1957年8月1日：野尻村被併入高森町。

### 演變表
| 1889年以前 | 1889年4月1日 | 1889年 -1944年             | 1945年 - 1954年            | 1955年 - 1988年         | 1999年 - 現在 | 現在   |
| ---------- | ------------ | -------------------------- | -------------------------- | ----------------------- | ------------- | ------ |
|            | 高森町       | 高森町                     | 高森町                     | 1955年4月1日 高森町     | 高森町        | 高森町 |
|            | 草矢村       | 1894年1月12日 改名為草部村 | 1894年1月12日 改名為草部村 | 1955年4月1日 高森町     | 高森町        | 高森町 |
|            | 色見村       |                            |                            | 1955年4月1日 高森町     | 高森町        | 高森町 |
|            | 野尻村       | 野尻村                     | 野尻村                     | 1957年8月1日 併入高森町 | 高森町        | 高森町 |

## 交通

### 鐵路
- 南阿蘇鐵道
  - 高森線：高森車站

## 觀光

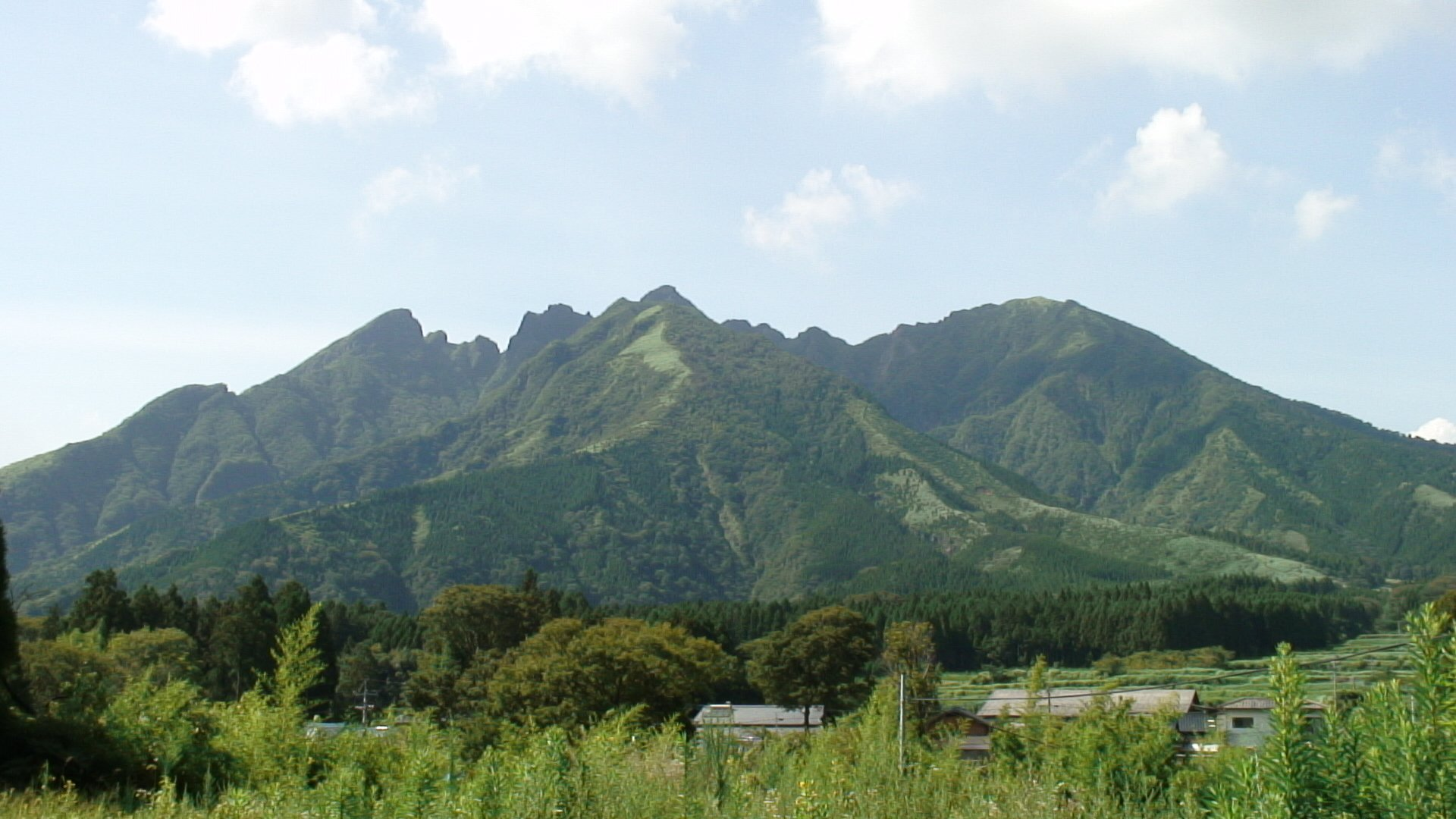
從高森町遠眺根子岳

### 觀光資源
- 根子岳：位於轄區北側，為阿蘇五岳之一。
- 高森湧水隧道公園： 原為連結高森線與高千穗線以完成橫跨中部九州鐵路計畫的隧道之一，但在興建過程中因湧出的大量地下水，並影響周邊之農業與民生用水，造成隧道工程無法完成，最終使得全線鐵路工程停止。
- 高森溫泉

## 教育

### 高等學校
- 熊本縣立高森高等學校

## 外部連結
- （日語） 高森町觀光協會 （页面存档备份，存于）